# Pecten
Pecten – rodzaj małży morskich z rodziny przegrzebkowatych (Pectinidae) obejmujący około 20 współcześnie żyjących gatunków o żeberkowatej, okrągławej muszli, zaliczanych do najatrakcyjniejszych owoców morza. Niektóre osobniki przytwierdzają się do podłoża bisiorem, a inne poruszają się swobodnie poprzez gwałtowne ruchy otwierania i zamykania muszli.
W języku polskim gatunki z tego rodzaju określane są zwyczajową nazwą przegrzebek.
Muszle przegrzebków są wykorzystywane jako kokilki (z fr. coquille – muszla) – naczynia do podawania przystawek. 
Gatunkiem typowym rodzaju jest Pecten maximus – przegrzebek zwyczajny.